# Río Piuquenes
El río Piuquenes o río de los Piuquenes es un curso natural de agua de corto trayecto que nace de la confluencia de los ríos Nevado y Pircas Negras que drenan las laderas occidentales del límite internacional de la Región de Atacama y se dirige al noroeste hasta confluir con el río Cachitos para formar el río Turbio.

## Caudal y régimen
Risopatron da su caudal como de 600 l/s a 960 l/s.: 909 

## Historia
Luis Risopatrón lo describe en su Diccionario Jeográfico de Chile (1924) sobre el río:: 909 
Piuquenes (Río de los). Recibe el de Comecaballos i con el de Cachitos forma el río Turbio, del Jorquera.